# Châu thổ sông Mississippi

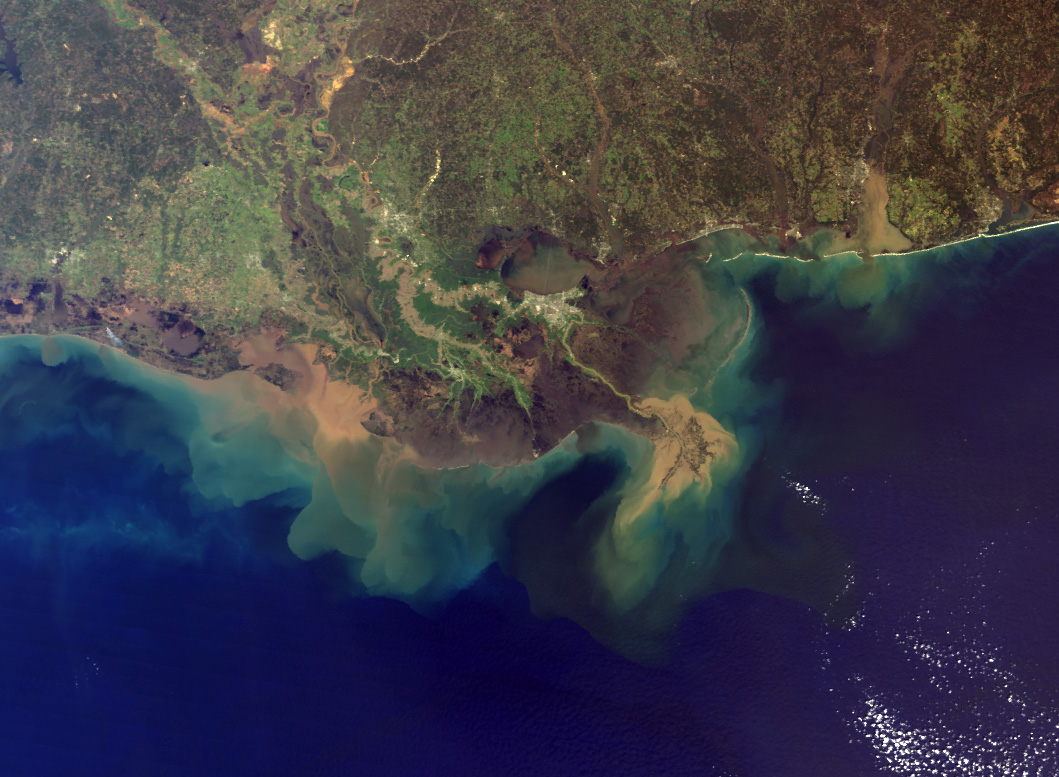
Ảnh vệ tinh chụp cửa biển sông Mississippi (phải) và chi lưu sông Atchafalaya (trái) tuôn phù sa ra biển

Châu thổ sông Mississippi là một vùng rộng 3 triệu mẫu vuông (12.000 km²) kéo dài từ vịnh Vermilion ở miền tây, đến quần đảo Chandeleur trong vịnh México gần bờ biển đông nam Louisiana. Đây là một phần của đồng bằng duyên hải Louisana, một trong những vùng đất ngập nước rộng nhất Hoa Kỳ. Châu thổ sông Mississippi là châu thổ rộng thứ 7 trên thế giới và là một vùng địa lý quan trọng của nước Mỹ. Đây là vùng trũng rút nước lớn nhất đất nước, đổ 470.000 foot vuông nước mỗi giây vào vịnh México.